# Operation: Mindcrime
Albums de Queensrÿche
Rage for Order
(1986) Empire
(1990)
Operation : Mindcrime est le 4e album studio du groupe Queensrÿche sorti en 1988.
Il est réalisé par Peter Collins, et mixé par James Barton.

## Liste des titres
| No  | Titre                   | Durée |
| --- | ----------------------- | ----- |
| A1. | I Remember Now          | 1:17  |
| A2. | Anarchy-X               | 1:27  |
| A3. | Revolution Calling      | 4:42  |
| A4. | Operation: Mindcrime    | 4:43  |
| A5. | Speak                   | 3:42  |
| A6. | Spreading the Disease   | 4:07  |
| A7. | The Mission             | 5:46  |
| B1. | Suite Sister Mary       | 10:40 |
| B2. | The Needle Lies         | 3:08  |
| B3. | Electric Requiem        | 1:22  |
| B4. | Breaking the Silence    | 4:34  |
| B5. | I Don't Believe in Love | 4:23  |
| B6. | Waiting For 22          | 1:05  |
| B7. | My Empty Room           | 1:28  |
| B8. | Eyes of a Stranger      | 6:39  |